# Otostigmus aculeatus
Otostigmus aculeatus är en mångfotingart som beskrevs av Haase 1887. Otostigmus aculeatus ingår i släktet Otostigmus och familjen Scolopendridae.
Artens utbredningsområde är:
- Laos.
- Taiwan.
- Vietnam.

Inga underarter finns listade i Catalogue of Life.